# Altbayern
Altbayern (thường cũng được gọi Baiern) bao gồm 3 vùng xưa nhất của bang Bayern, mà trước đó thuộc tuyển hầu quốc Bayern. Đồng thời nó cũng là từ để chỉ những người dân ở trong vùng này, những người mà có truyền thống văn hóa của bộ tộc Đức Bajuwaren vào thời Trung cổ. Altbayern như vậy bao gồm những lãnh thổ của Bayern, những nơi mà người dân nói tiếng Bairisch.

## Giới hạn

Altbayern

Lãnh thổ Altbayern hầu như cũng là vùng đất của 3 vùng hành chính Bayern Oberbayern, Niederbayern và Oberpfalz.
Vì từ này được dùng để phân biệt về thổ ngữ và văn hóa với những bộ tộc thuộc vùng Franken và Schwaben, có thể một phần nhỏ các vùng thuộc vùng hành chính Schwaben, Oberfranken và Mittelfranken cũng được xem là thuộc Altbayern. Thí dụ như vùng đất chung quanh dãy núi Alpen của vùng hành chính Schwaben chịu rất nhiều ảnh hưởng văn hóa Bayern. Một vài huyện ở Schwaben và một vài xã phía đông của sông Lech trước cuộc cải tổ đất đai ở Bayern 1972 thuộc Oberbayern hay huyện Neuburg an der Donau, huyện Aichach-Friedberg, một phần huyện Donau-Ries và Augsburg (huyện) nói tiếng bairisch nhưng thuộc Schwaben. Họ bây giờ vẫn tự gọi là "Zwangsschwaben" hay "Mussschwaben" (bị ép buộc), bởi vì hành chính những vùng đất này bị nhập vào Schwaben trai với ý muốn của dân chúng.
Mặc khác không phải tất cả các phần đất mà bây giờ thuộc Ober- và Niederbayern cũng như Oberpfalz đã thuộc về tuyển hầu quốc Bayern. Từ 1329 cho tới 1628, đa số những vùng đất Oberpfalz về mặt chính trị không thuộc về các công quốc Baiern nằm bên cạnh, mà là một phần của Kurpfalz. Cũng từ đó mà có cái tên Obere Pfalz. Vùng Innviertel mà bây giờ thuộc bang Oberösterreich, Áo, cho tới hòa ước Teschen (1779) thuộc tuyển hầu quốc Bayern.
Phần tây bắc của huyện Eichstätt chuyển vào cuộc cải tổ hành chính 1972 từ Mittelfranken sang Oberbayern, mặc dù vùng này từ thời trung cổ nằm trong lãnh thổ chính của Baiern.

## Tôn giáo
Altbayern là một trong những vùng của Đức mà phần đông là theo đạo Công giáo Rôma. Vùng này thuộc tổng giáo phận München và Freising, giáo phận Passau và giáo phận Regensburg, và một phần cũng thuộc giáo phận Eichstätt và giáo phận Augsburg. Khác với vùng Franken, cho tới thế chiến thứ Hai, ở Altbayern ít có trộn lẫn các tôn giáo. Sau thế chiến thứ hai, nhiều người Đức có đạo Tin lành, đa số là những thành phần phải bỏ quê hương, cũng dọn vào những nơi mà trước đây chỉ toàn có người Công giáo cư trú.